# Astolfo Dutra
Astolfo Dutra là một đô thị thuộc bang Minas Gerais, Brasil. Đô thị này có diện tích 159,139 km², dân số năm 2007 là 12510 người, mật độ 76 người/km².